# Gloriosa rivoluzione

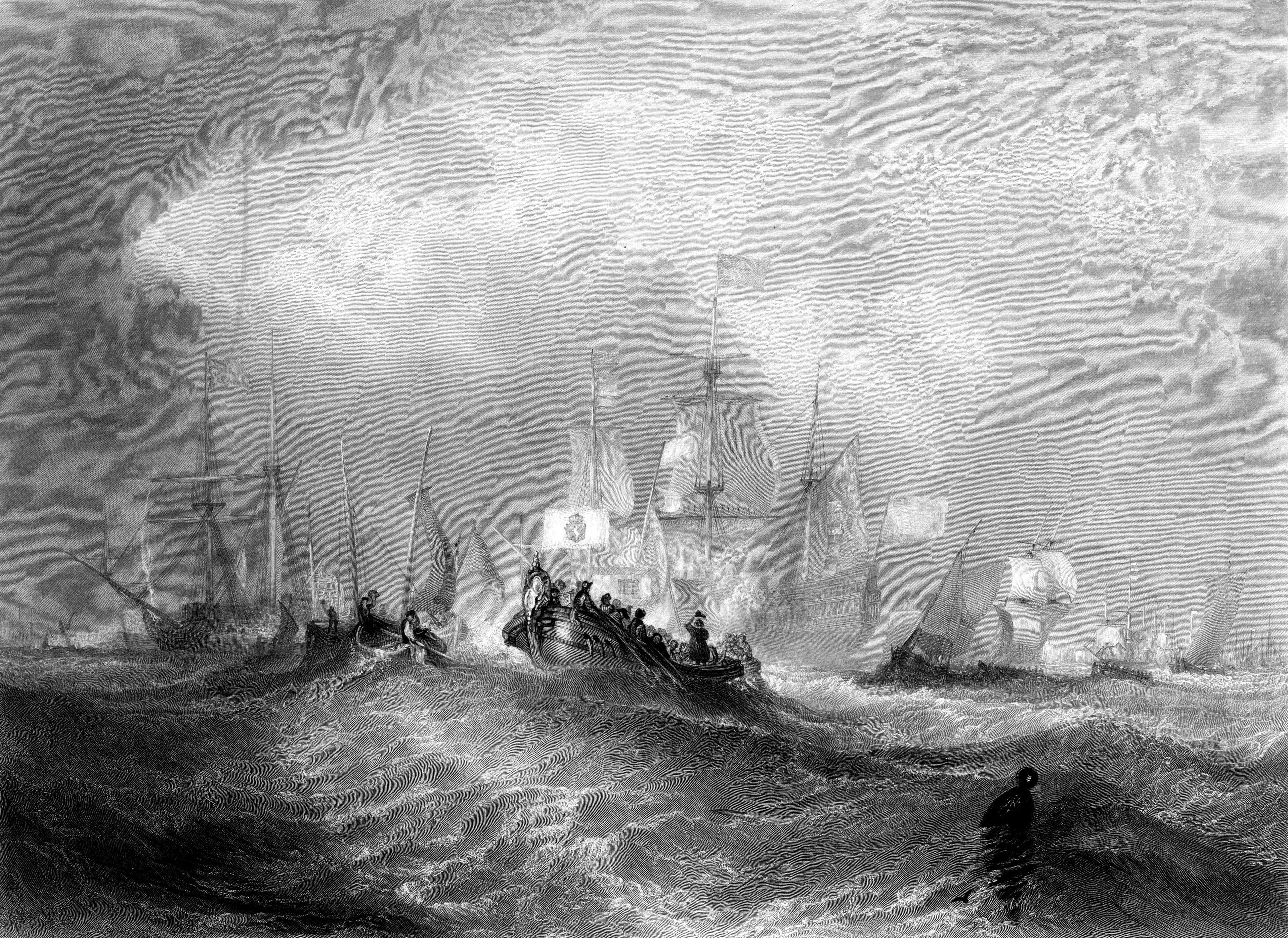
Guglielmo III d'Orange approda a Torbay

La Gloriosa rivoluzione (o Seconda rivoluzione inglese) fu l'insieme degli eventi che, attorno al 1688-1689, portarono alla deposizione di Giacomo II d'Inghilterra e alla sua sostituzione con Guglielmo III e sua moglie Maria II Stuart. Non fu una semplice lotta alla successione, bensì l'inizio di una nuova monarchia di tipo parlamentare la quale, con la Dichiarazione dei diritti e il Bill of Rights (1689), riconobbe le prerogative del Parlamento e i limiti posti all'autorità regia. Al re rimase sostanzialmente il potere esecutivo.
Viene chiamata così perché in Inghilterra avvenne quasi senza spargimenti di sangue, a differenza dell'Irlanda, dove la rivoluzione si accompagnò all'uccisione di molti cattolici.

## Contesto storico
Negli ultimi anni del regno di Carlo II d'Inghilterra (1661-1685) il governo si era basato su un accordo tra la Corte, da una parte, e la Chiesa e il partito Tory (conservatore) dall'altra, cercando di annientare i loro avversari Whigs (progressisti) e vigilare su ogni minimo accenno di opposizione o di libera manifestazione di opinioni proprie.

### La successione

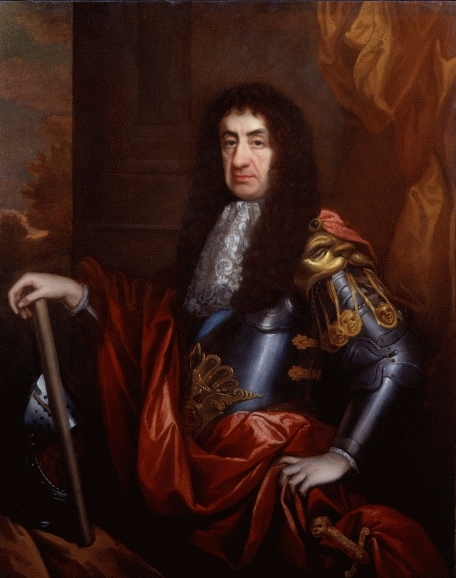
Carlo II d’Inghilterra, dipinto di John Riley, 1680.

Intorno alla successione del trono di Carlo II d'Inghilterra, ci fu una disputa molto accesa: una parte del Parlamento non voleva che Giacomo II, fratello minore di Carlo II, prendesse il potere. A questo proposito venne redatto, nel 1678, il cosiddetto Exclusion Bill, il quale proponeva di escludere il duca di York, Giacomo II, dalla linea di successione a causa della sua fede religiosa, apertamente cattolica. Si pensava, infatti, che una volta preso il potere, avrebbe usato il cattolicesimo associandolo a un metodo di governo assoluto, come stava accadendo in Francia.
Il suo posto poteva essere preso dal duca di Monmouth, ma non tutti erano d'accordo: fu questo il periodo in cui si iniziarono a definire i due partiti politici Whig e Tory. I primi favorevoli all'Exclusion Bill, i secondi, invece, contrari a esso e sostenitori del rispetto della linea di successione. Il 23 aprile 1685 Giacomo venne comunque solennemente incoronato presso l'abbazia di Westminster, ma già nel giugno-luglio 1685 si verificò la cosiddetta ribellione di Monmouth, allo scopo di far deporre dal trono Giacomo, organizzata anche da alcuni membri Whig che vennero esiliati in Olanda.
Il regno di Giacomo II si aprì con la convocazione del Parlamento, dal quale però, vennero esclusi tutti i Whig. Questo Parlamento del 1685, molto diverso da quelli precedenti, non fu in grado di fornire un valido aiuto a Giacomo II nel suo tentativo di assoggettare la Chiesa e il paese al cattolicesimo.

### Il regno di Giacomo II d'Inghilterra

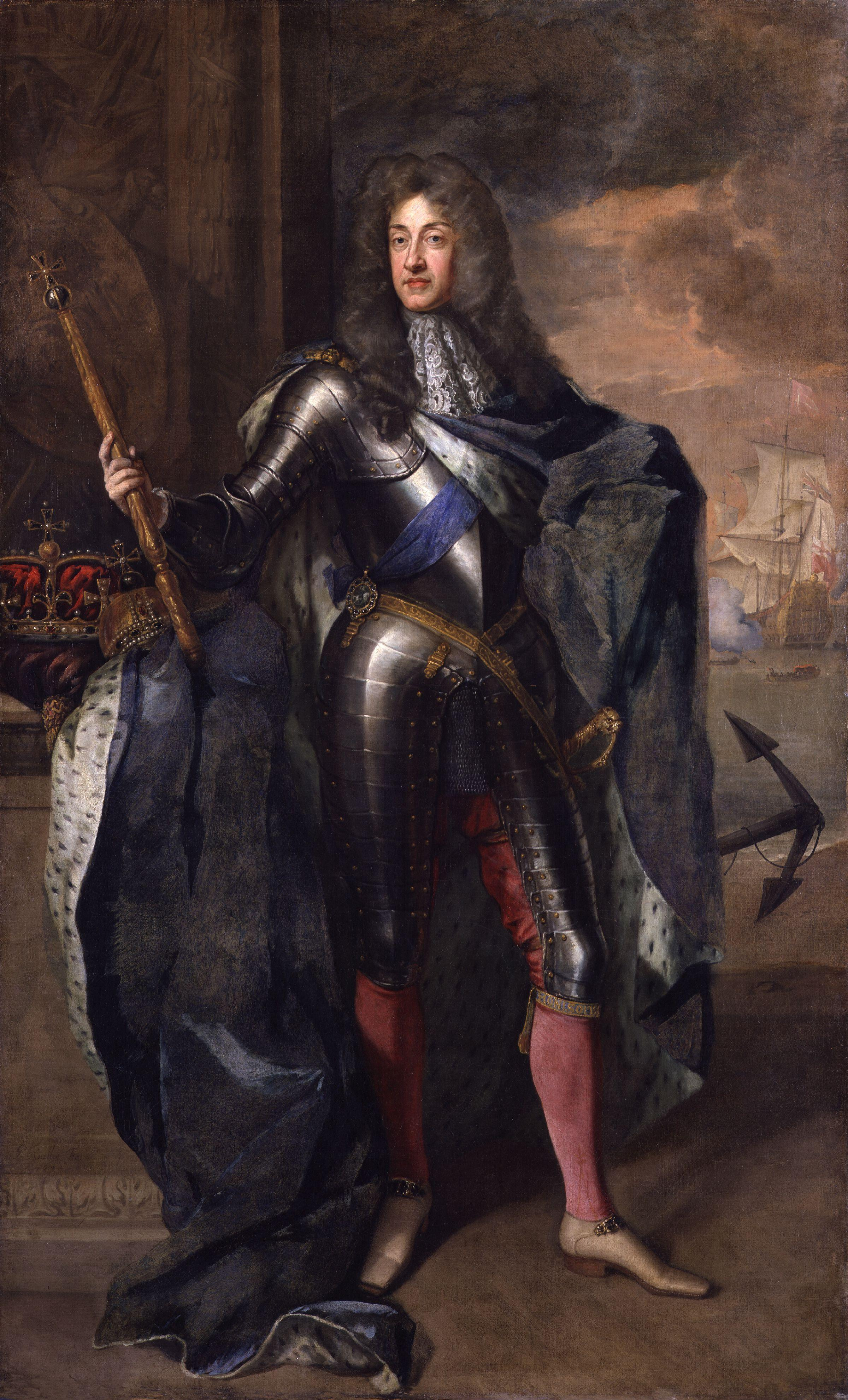
Giacomo II d'Inghilterra, con simboli regali (scettro, corona, mantello rosso e ancora). Realizzato da Sir Godfrey Kneller, 1684.

La sollevazione di Monmouth spinse Giacomo II a nuovi atti di dispotismo: chiese l'abrogazione del Test Act, il quale faceva sì che i cattolici non potessero essere eletti per ricoprire cariche pubbliche, fece costruire a Hounslow Heat una piazza d'armi per tenere in stato di soggezione la capitale e, per proteggersi da altre ribellioni, istituì un esercito permanente che causò numerose polemiche, prevalentemente a causa del fatto che si riteneva contro la tradizione mantenere le forze armate anche in tempo di pace. L'esercito era il pilastro della politica di Giacomo II ed esso fu dotato di professionisti devoti all'arma: iniziò, infatti, ad essere visto non come una semplice parte del corpo politico come concepito ai tempi di Carlo II, ma come il braccio esecutivo del re, pronto a governare una società in continuo cambiamento.
L'eliminazione di Monmouth, portò i Whig e i dissidenti inglesi a far convergere tutte le loro speranze su una possibile avanzata di Guglielmo III d’Orange, nipote e genero di Giacomo II, e di sua moglie Maria Stuart.
La parte cattolica inglese più consistente era formata dai cosiddetti squires di provincia, i quali, però, non condividevano l'indirizzo politico che Giacomo II stava mettendo in pratica: il papa e i moderati cattolici inglesi desideravano solamente arrivare alla tolleranza religiosa.
Gli inglesi temevano che quello che stava accadendo agli Ugonotti in Francia, ovvero uno sterminio continuo da parte del re Luigi XIV, potesse estendersi anche all'Inghilterra come effetto della politica di Giacomo II.
Tutti i protestanti avvertirono la necessità di costituire un unico fronte contro il re: questa unità di spiriti portò all'affermazione della politica di tolleranza dei Whigs, mentre la dottrina dei Tories lasciò tutti i suoi seguaci con l'unica alternativa di abbandonare i propri principi politici effettuando una resistenza passiva alla Corona.

## La vigilia della rivoluzione
Nel 1688, alla vigilia della rivoluzione, Giacomo II tentò di sostituire il partito Tory, il quale stava effettuando una resistenza passiva alla Corona, con cattolici romani (correligionari dello stesso Giacomo II), i quali però si rivelarono non essere disposti a collaborare con i progetti del re. Corona e Chiesa anglicana cercavano, inoltre, di accaparrarsi l'appoggio dei nonconformisti (cioè dei puritani): la Corona offriva loro uguaglianza civile, mentre la Chiesa prometteva tolleranza religiosa garantita da uno statuto valido.
Quando questi ultimi accettarono le promesse fatte dalla Chiesa, il re attaccò direttamente il patrimonio e i benefici del clero anglicano e Compton, vescovo di Londra, venne sospeso per essersi rifiutato di ridurre al silenzio i dissidenti protestanti. Giacomo II, per cercare di tranquillizzare i protestanti, cercò l'approvazione della sua politica da parte della figlia Maria e del genero Guglielmo III d'Orange (statolder delle Province Unite), ma entrambi si rivelarono contrari ad essa; quest'ultimo, infatti, non approvò la Dichiarazione di Indulgenza, la quale avvantaggiava i cattolici invece di equipararli ai protestanti.
A tutto il clero venne imposto di leggere questa Dichiarazione la quale sospendeva le leggi contro i cattolici e i dissidenti e li ammetteva alla cariche civili e militari; ma, poiché il clero anglicano riteneva questa dichiarazione illegale, l'ordine impartito di darne lettura non venne visto in modo positivo: sette vescovi rivolsero al re una petizione contro quell'imposizione, il quale rispose mandandoli sotto processo.

### L'impresa di Guglielmo III d'Orange

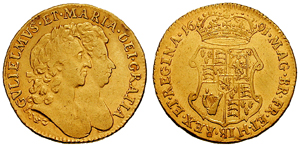
Ghinea raffigurante Guglielmo III d'Orange e Maria II Stuart. Fronte: iscrizione GVLIELMVS ET MARIA DEI GRATIA con busti dei due personaggi. Retro: iscrizione MAG BR FR ET HIB REX ET REGINA e stemma coronato.

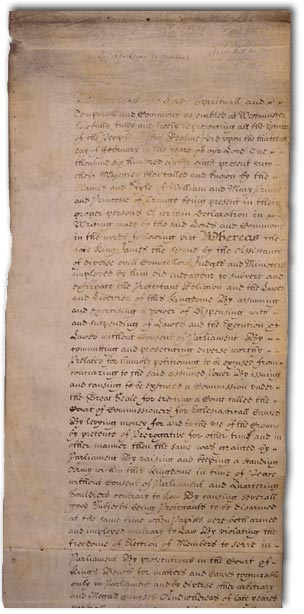
Dichiarazione dei Diritti (Bill of Rights), 1689

L'assoluzione dei sette vescovi anglicani da parte della giuria, il 30 giugno 1688, creò nel paese un'atmosfera alquanto tesa e quella stessa notte un invito sottoscritto da sette dirigenti Whig e Tory fu rivolto a Guglielmo III d'Orange, proponendogli di recarsi in Inghilterra per essere incoronato re insieme alla moglie Maria, primogenita delle due figlie dell'attuale re Giacomo II. Questa dichiarazione, sottoscritta dallo stesso Guglielmo III, fu diffusa in tutta l'Inghilterra affinché si avvertisse il popolo dell'invito appena ricevuto che mirava al mantenimento della pace e alla conferma della religione ufficiale.
Quando Giacomo II d'Inghilterra rifiutò l'aiuto e la protezione a lui concessa da parte del suo cugino re Luigi XIV, Guglielmo III poté servirsi delle sue forze di terra per far giungere a Torbay, il 5 novembre 1688, un esercito in modo da portare avanti la sua battaglia. Le milizie di Giacomo II, divise in fazioni avverse di protestanti e cattolici, lo abbandonarono ed egli decise di non combattere e rifugiarsi in Francia.

### La Convenzione parlamentare e il Bill of Rights
Guglielmo convocò una Convenzione parlamentare ("Convention Parliament") per decidere come considerare la fuga del re, che si riunì il 22 gennaio 1689. Mentre il parlamento si rifiutava di deporlo, i membri della Convenzione dichiararono che, essendo Giacomo fuggito in Francia, aveva a tutti gli effetti abdicato, e dunque il trono era rimasto vacante. Secondo lo storico inglese Paul Langford, in questo modo la Convenzione manifestò il palese desiderio di "legittimare ciò che era manifestamente illegittimo". I tory avrebbero preferito che Maria sedesse da sola sul trono o che un reggente esercitasse l'effettivo potere in nome del re deposto. Ma il "salvatore protestante" era disposto ad accettare il potere solo come re di pieno diritto, come in effetti avvenne. Maria, la figlia di Giacomo, fu dichiarata regina; ella avrebbe regnato assieme al marito Guglielmo, anche lui proclamato re e sovrano, non semplice principe consorte. La cerimonia si svolse dinanzi al cancello principale di Whitehall da parte del Re d'armi della Giarrettiera. L'11 aprile 1689 anche il parlamento scozzese dichiarò che Giacomo aveva rinunciato al trono. La Convenzione parlamentare promulgò la Declaration of Right (Dichiarazione dei diritti) il 12 febbraio 1689, la quale accusava Giacomo di abuso di potere e introdusse molte limitazioni all'autorità reale. La Dichiarazione costituì la base per il Bill of Rights, entrato in vigore qualche mese dopo. Quest'ultimo dichiarava anche che, da quel momento in poi, nessun cattolico avrebbe potuto salire sul trono inglese e neppure sposare un monarca inglese.
Il precedente regime diventava una monarchia costituzionale, dove i membri del Parlamento potevano essere eletti liberamente. Inoltre, con l'Act of Settlement del 1701 veniva stabilita una linea di successione per la Corona: dopo la morte di Guglielmo III d'Orange il potere sarebbe passato alla cognata Anna Stuart ed alla morte di quest'ultima alla "grande elettrice" Sofia del Palatinato.

### Il ruolo delle donne
A causa di una società prevalentemente patriarcale dove le donne erano subordinate al padre e ai loro mariti, confinate nella sfera familiare e casalinga senza diritto di voto né possibilità di ricoprire una qualsiasi carica politica a meno che non fossero regine, la Gloriosa Rivoluzione fu caratterizzata da una loro minore partecipazione negli affari civili rispetto alle altre rivoluzioni e ribellioni dell'età moderna.
Nonostante tutto, durante la rivoluzione del 1688-89 alcune donne, appartenenti a diverse classi sociali, uscirono dalla loro sfera privata prendendo parte alle attività pubbliche e sostenendo i valori associati al mutamento in atto. Il loro ruolo cambiava a seconda del ceto di appartenenza: le donne delle classi medio-basse partecipavano alle manifestazioni presentando petizioni, scrivendo e distribuendo saggi politici e religiosi; mentre le donne più ricche assistevano cercando di influenzare gli uomini che erano al centro del potere. Alcune donne furono presenti, inoltre, durante lo sbarco di Guglielmo III d'Orange a Torbay nel Novembre 1688 e altre, circa 30 giovani donne, furono coinvolte nell'organizzazione dell'incoronazione di Guglielmo III e sua moglie Maria II.
Un altro modo per esprimere il loro punto di vista fu quello di pubblicare piccoli libretti a sostegno o meno di alcuni episodi politici che si verificarono. Ad esempio, nel febbraio 1689 Anne Newton, moglie del tipografo John Newton, scrisse un saggio che violava le restrizioni riguardo alla stampa di notizie parlamentari in quel periodo, consegnandolo ad un'altra donna, Anne Hornby, che lo mise in commercio. Le due donne vennero poi convocate dal parlamento che le interrogò sul fatto appena accaduto: Anne Newton, per proteggere suo marito, dette la colpa della stampa a un altro tipografo William Downing, che successivamente si vendicò affermando, in una sua confessione, di aver ricevuto un piccolo libretto che conteneva una dichiarazione offensiva scritta dalla donna nei confronti dei membri del parlamento.
Alcune donne che svolgevano la professione di drammaturgo, poeta e scrittrice, realizzarono saggi dai soggetti politici e religiosi: Aphra Behn scrisse un poema in onore della nascita del figlio di Giacomo II nel giugno 1688 e nel febbraio 1689 pubblicò un'altra opera per dare il benvenuto alla principessa Maria II appena arrivata in Inghilterra. Riguardo alla pubblicazione di saggi dal carattere politico e sociale durante la Gloriosa Rivoluzione, tre figure di donne risultano essere degne di nota: Anne Docwra, Elinor James e Joan Whitrowe, le quali, essendo molto religiose, affermavano di essere state chiamate da Dio per far sentire la propria voce e pubblicare le loro opere. Talvolta esse hanno influenzato, in qualche modo, l'opinione pubblica: il governo di Giacomo II, ad esempio, decise di conservare due copie di un volantino realizzato da Elinor James fra i documenti statali.
Le donne aristocratiche avevano molti motivi e opportunità per partecipare agli affari pubblici al tempo della Gloriosa Rivoluzione, soprattutto grazie alla loro vicinanza con uomini di grande potere politico, i quali molto spesso erano membri delle loro stesse famiglie. Il ruolo di queste donne era molto diverso rispetto a quelle appartenenti alle classi medio-basse: mentre queste ultime partecipavano alle manifestazioni e pubblicavano saggi e opuscoli, le prime cercavano di assistere a influenzare i loro mariti, uomini di grande potere, mantenendoli informati su ogni novità quando essi si trovavano fuori città per qualche motivo. Elizabeth, contessa di Hountingdon, ad esempio, cercò di aiutare suo marito, cattolico, che venne catturato nel 1688 da alcuni collaboratori del principe d'Orange: la donna gli suggerì di rinunciare alla sua religione per mettersi alla mercé del principe, in modo da essere liberato e non rischiare la vita.

### Il ristabilimento dell'ordine
La Rivoluzione del 1688-1689 è nota come "Gloriosa Rivoluzione": aggettivo volto non a indicare grandi episodi di valore militare, ma al fatto che essa avvenne senza spargimenti di sangue né massacri in Inghilterra (a differenza dell'Irlanda, tra i cattolici) e al fatto che riuscì a dare un assetto politico e religioso che aveva diviso per tanto tempo uomini e partiti.
L'ordine raggiunto nel 1689 portò ad una nuova e più ampia libertà e la rivalità che durò a lungo tra Corona e Parlamento lasciò il posto alla collaborazione dei due poteri: la gravità dell'incombente pericolo nei primi mesi del 1689 portò anche i Whig e i Tory ad accordarsi tra loro fino a raggiungere un assetto rivoluzionario (Revolution Settlement) che continuò a rappresentare la salda base delle istituzioni inglesi per molto tempo.

## Conseguenze
La Gloriosa Rivoluzione ebbe una funzione molto importante, oltre a quella di far collaborare i due grandi partiti Whig e Tory che stavano distruggendo lo Stato con le loro continue lotte: essa stabilì un equilibrio tra potere parlamentare e potere regio e dal 1689 in poi, nessun re tentò più di governare senza il Parlamento oppure opponendosi ai voti della Camera. Fu possibile riorganizzare il sistema fiscale e creditizio su basi moderne, venne ristabilito il diritto all'Habeas corpus che prima della Rivoluzione si era a poco a poco affievolito, e il tentativo di costringere gli Inglesi a far parte di un'unica Chiesa comune venne abbandonato come inattuabile.
Fu concesso il diritto di voto alla ricca borghesia terriera, manifatturiera e mercantile, che rappresentava appena il 3% della popolazione. Fu approvata la Dichiarazione dei diritti la quale prevedeva: convocazione dell'assemblea ogni tre anni; immunità dei suoi membri; divieto al re di sospendere leggi votate dal parlamento, di imporre una politica fiscale non concordata, di tenere un esercito permanente; responsabilità del Governo di fronte al Parlamento inglese.

### La religione
La Chiesa restò anglicana, ma l'Atto di Tolleranza del 1689 diede supporto, nei mesi cruciali del 1688, ai non conformisti protestanti, ovvero a quei protestanti che non facevano parte della Chiesa, assicurando loro il diritto di culto anche se con molte restrizioni considerate necessarie per mantenere la pace. I Cattolici, esclusi dalle clausole di questo provvedimento, non vennero né impauriti né perseguitati dopo la proclamazione di questo atto, ma continuarono a non avere diritti per riunirsi e pregare. Antisemitismo e anti-cattolicesimo rimasero potenti forze culturali e Guglielmo III non fu capace di attutire completamente la furia protestante contro i cattolici irlandesi.
Questo Atto di Tolleranza del 1689 segnò una definitiva rottura con la politica ed i principi del passato. La tolleranza di una grande diversità di opinioni e riti in ambito religioso, sebbene non ancora completamente accolta entro i confini dell'Inghilterra fino al 1689, entrò nella pratica liberale delle sovrane di casa Stuart, Maria e Anna. Chiunque, anglicano, puritano o cattolico, non fosse contento della sua sorte poteva recarsi in America e pregare come meglio desiderava: questo favorì, da parte del governo, la fondazione delle colonie e fu un elemento di grande vantaggio nella gara per la supremazia coloniale.